# Savatheda Fynes
Savatheda Fynes (auch Sevatheda Fynes; * 17. Oktober 1974) ist eine bahamaische Sprinterin und Olympiasiegerin.
Bei den Olympischen Spielen 1996 in Atlanta gewann sie die Silbermedaille im 4-mal-100-Meter-Staffellauf zusammen mit ihren Teamkolleginnen Eldece Clarke, Chandra Sturrup und Pauline Davis-Thompson. Bei den Olympischen Spielen 2000 in Sydney verbesserte sie ihr vorheriges Ergebnis und gewann im selben Wettbewerb die Goldmedaille zusammen mit Chandra Sturrup, Pauline Davis-Thompson und Debbie Ferguson.
Auch bei Weltmeisterschaften war sie erfolgreich. 1997 errang sie die Bronzemedaille über 100 Meter und 1999 wurde sie mit der 4-mal-100-Meter-Staffel der Bahamas gemeinsam mit ihren Kolleginnen Chandra Sturrup, Pauline Davis-Thompson und Debbie Ferguson Weltmeisterin.